# Wii Sports Club
Wii Sports Club (Wii スポーツ クラブ?, Wī Supōtsu Kurabu) è un videogioco sviluppato da Nintendo per la console Wii U. È il remake di Wii Sports per Wii del 2006, in HD: sono state aggiunte opzioni per integrare il Wii U GamePad negli sport e le funzioni online con Nintendo Network.
Il videogioco è uscito il 30 ottobre 2013 in Giappone, il 7 novembre 2013 in Europa e l'8 novembre in Nord America, è il tredicesimo capitolo della Serie Wii, successore di Wii Party U.

## Modalità di gioco
Wii Sports Club contiene i vecchi cinque sport di Wii Sports riproposti in alta definizione.

## Sport e novità
Come in Wii Sports, è possibile giocare a diversi sport:
- Tennis: una versione virtuale del tennis
- Bowling: una versione virtuale del bowling simile alla versione presente su Wii Sports Resort
- Golf: una versione virtuale del golf con alcune buche della versione presente su Wii Sports e su Wii Sports Resort. Si può controllare il tiro grazie al Wii U GamePad
- Baseball: una versione virtuale del baseball. La novità è che si può controllare con il Wii U GamePad il tiro del battitore.
- Pugilato: una versione virtuale della boxe. Le regole sono le stesse di quelle per Wii Sports al di fuori dell'obbligo di gioco con Nunchuk: si può anche giocare con il solo telecomando, quindi con una sola mano.

## Versione scaricabile
Nella versione scaricabile di Wii Sports Club, è necessario acquistare licenze per avere accesso a tutti gli sport per periodi di tempo limitati o indeterminatamente.